# Topografia del Terror
Topografia del Terror és un antic espai de repressió nazi i actualment és un museu de Berlín.

## Edifici
A finals de la dècada dels setanta es redescobriren les restes dels edificis que havien funcionat com a centres neuràlgics del sistema repressiu del règim nazi (central de la Gestapo, prefectura de les SS, oficina central de seguretat del Reich, etc.). El 1987, durant el 750è aniversari de la ciutat, es va obrir l'accés al públic a aquesta zona amb les restes dels edificis descobertes i amb una exposició amb el nom de "Topografia del Terror", ubicada al pavelló d'exposicions.
El 1992 es creà la Fundació Topografia del Terror i des del 1997 es pot veure l'exposició a l'aire lliure, al llarg de les restes agençades del carrer Niederkirchnerstraße. Topografia del Terror compta també amb un centre de documentació i amb una biblioteca especialitzada.

## Història
En el terreny on es troba Topografia del Terror, al costat de l'edifici Martin Gropius i molt a prop de la plaça Potsdam, hi havia entre 1933 i 1945 les oficines principals de l'aparell de persecució i terror del règim nazi. A l'edifici núm. 8 del carrer Prinz-Albrecht-Straße s'instal·là l'oficina central de la policia secreta de l'Estat (Gestapo), que a partir de 1939 va ser la seu de l'Oficina Central de Seguretat del Reich.
A l'edifici del costat, l'Hotel Prinz Albrecht funcionà com a seu de la prefectura de les SS, mentre que el servei de seguretat de les SS s'instal·là al Palau Prinz Albrecht del carrer Wilhelmstraße, núm. 102. El conjunt era la veritable seu de l'Estat policial i les SS nazis. En aquest lloc es planificaren les matances de jueus i altres minories, la persecució dels opositors polítics al règim, serví de presó de la Gestapo, etc. Els edificis van quedar malmesos al final de la Segona Guerra Mundial i varen ser derruïts gradualment fins al 1956. Durant la Guerra Freda, el terreny restà oblidat als afores del Berlín occidental i, a partir de 1961, al final del mur que dividí la ciutat.